# Дубецько (гміна)
Гміна Дубецько (пол. Gmina Dubiecko) — місько-сільська гміна у східній Польщі. Належить до Перемишльського повіту Підкарпатського воєводства.
Статус з сільської на місько-сільську змінено 1 січня 2021 року.

## Історія
Об'єднана сільська гміна Дубецько Перемишльського повіту Львівського воєводства утворена 1 серпня 1934 р. внаслідок об'єднання 11 дотогочасних (збережених від Австро-Угорщини) громад сіл (гмін): Бахорець, Дрогобичка, Дубецько, Гутисько Ненадівське, Ісканя, Костева, Півхова, Передмістя Дубецьке, Руське Село, Сільниця, Сливниця.
У середині вересня 1939 року німці окупували територію гміни, однак уже 26 вересня 1939 року мусіли відступити з правобережної частини (Ісканя, Півхова, Руське Село, Сільниця), оскільки за пактом Ріббентропа-Молотова правобережне Надсяння належало до радянської зони впливу. За кілька місяців ця територія ввійшла до Бірчанського району Дрогобицької області. Наприкінці червня 1941, з початком Радянсько-німецької війни, територія знову була окупована німцями. В липні 1944 року радянські війська знову оволоділи цією територією. В березні 1945 року територія віддана Польщі. Основна маса місцевого українського населення була насильно переселена в СРСР в 1944-1946 р., решта під час операції «Вісла» в 1947 р. депортована на понімецькі землі.

## Площа
Згідно з даними за 2007 рік площа гміни становила 154.26 км², у тому числі:
- орні землі: 57.00%
- ліси: 36.00%

Таким чином площа гміни становить 12.71% площі повіту.

## Населення
Станом на 31 грудня 2011 у гміні проживало 9540 осіб:
| Опис     | Загалом | Загалом | Чоловіки | Чоловіки | Жінки | Жінки |
| -------- | ------- | ------- | -------- | -------- | ----- | ----- |
| одиниця  | осіб    | %       | осіб     | %        | осіб  | %     |
| все      | 9540    | 100     | 4756     | 49.85    | 4784  | 50.15 |
| міське   | 0       | 100     | 0        |          | 0     |       |
| сільське | 9540    | 100     | 4756     | 49.85    | 4784  | 50.15 |

## Населені пункти
- Бахорець (пол. Bachórzec)
- Вінне-Подбуковіна (пол. Winne-Podbukowina)
- Вибжеже (пол. Wybrzeże (województwo podkarpackie))
- Гутисько-Ненадовске (пол. Hucisko Nienadowskie)
- Дрогобичка (пол. Drohobyczka)
- Дубецько (пол. Dubiecko)
- Залазек-Пятковський (пол. Załazek Piątkowski)
- Ісканя (пол. Iskań)
- Костева (пол. Kosztowa)
- Лучкі (пол. Łączki (powiat przemyski))
- Ненадова (пол. Nienadowa)
- Передмістя Дубецьке (пол. Przedmieście Dubieckie)
- Пяткова (пол. Piątkowa (powiat przemyski))
- Сільниця (пол. Sielnica (województwo podkarpackie))
- Сливниця (пол. Śliwnica (gmina Dubiecko))
- Солоне (пол. Słonne)
- Тернавка (пол. Tarnawka (powiat przemyski))

## Сусідні гміни
Гміна Дубецько межує з такими гмінами: Бірча, Динів, Каньчуга, Кривча, Прухник, Яворник-Польський.